# L'Essence du politique
L'Essence du politique est un ouvrage de Julien Freund paru en 1965. 

## Historique
L'ouvrage est issu de sa thèse de doctorat, soutenue le 26 juin 1965 sous la direction de Raymond Aron.
Long de près de 900 pages, il a d'abord paru chez Sirey en 1965 avant d'être édité par Dalloz en 2003.
L'ouvrage se rattache à la tradition réaliste, au rebours des écoles marxistes et de l'idéalisme utopique.

## Analyse

### Essence et finalité de la politique
Freund distingue le politique, qui peut être analysé comme l'économie ou la religion en tant qu'essence, de la politique, qui recouvre davantage l'activité pratique. Néanmoins, en analysant le politique comme une essence, Freund montre qu'il est au service d’autres aspirations et en ce sens rejoint la conception aristotélicienne du politique.
Freund cherche à dépasser la caractérisation de la politique comme l'espace des idéaux et des grands projets. Il met en exergue l'importance de la décision et de l'action du politique. 
Le but du politique serait d'une part la sécurité extérieure, d'autre part la paix intérieure, c'est-à-dire la concorde, qui présuppose la prospérité.

### Analyse du totalitarisme
Influencé par Carl Schmitt,, il évoque la dualité ami et ennemi, dont il fait l'un des triptyques du politique avec les couples commandement et obéissance, privé et public. Freund soutient que l'effacement de ce dernier couple est une des manifestations du totalitarisme.